# Бирюков, Геннадий Георгиевич
Геннадий Георгиевич Бирюков (род. 22 января 1953 или 2 апреля 1953, Липецк, Воронежская область) — советский самбист, чемпион (1973, 1976) и бронзовый призёр (1974) чемпионатов СССР, чемпион Европы (1974, 1976), мастер спорта России международного класса. Выступал в лёгкой весовой категории (до 62 кг). Воспитанник липецкого «Динамо». Его первым тренером был Ким Марков. Майор ОМОНа. С 1993 года на пенсии.

## Спортивные результаты
- Чемпионат СССР по самбо 1973 года — ;
- Чемпионат СССР по самбо 1974 года — ;
- Чемпионат СССР по самбо 1976 года — .